# Степанов, Андрей Юрьевич
Андре́й Ю́рьевич Степа́нов (бел. Андрэй Юр'евіч Сцяпанаў; 14 апреля 1986, Москва, СССР) — белорусский хоккеист, крайний правый нападающий. Мастер спорта Республики Беларусь международного класса. Воспитанник московских «Крыльев Советов». В настоящее время завершил карьеру.

## Карьера
Андрей Степанов начал свою профессиональную карьеру в 2003 году в составе родного московского клуба Высшей лиги «Крылья Советов», выступая до этого за его фарм-клуб, а также вторую команду ЦСКА. Проведя 2 сезона в составе «Крыльев», где он набрал 24 (19+5) очка в 69 матчах, Андрею из-за задолженностей по выплате заработной платы пришлось через арбитраж покинуть клуб, и перед самым плей-офф он перешёл в нижегородское «Торпедо», которое также выступало во втором российском дивизионе. Тем не менее, нижегородцам не удалось выйти в элитный дивизион, поэтому Андрей принял предложение ярославского «Локомотив». Однако, не сумев пробиться в основной состав ярославцев, Степанов был вновь отдан в аренду в Нижний Новгород, а вскоре после начала сезона 2005/06 он подписал контракт с подмосковным ХК МВД, где он смог дебютировать в Суперлиге.
В 2006 году Андрей стал игроком чеховского «Витязя», в составе которого провёл полтора сезона, набрав за это время лишь 8 (4+4) очков в 54 матчах. Сезон 2007/08 Степанов начал в новокузнецком «Металлурге», однако, проведя в его составе лишь 7 матчей, он покинул команду и стал игроком клуба Высшей лиги ХК «Дмитров». Неплохо зарекомендовав себя в новом клубе, Андрей получил приглашение от клуба белорусской Экстралиги «Юность-Минск», в составе которого он трижды становился чемпионом страны, а также обладателем Континентального кубка в 2011 году. Наиболее успешным для Степанова стал сезон 2010/11, когда в 63 матчах он набрал 93 (49+44) очка, став лучшим снайпером и бомбардиром белорусского первенства.
Сразу после этого успеха на Андрея вышло несколько клубов Континентальной хоккейной лиги, и, несмотря на своё желание играть в минском «Динамо», 26 мая 2011 года он заключил соглашение с хабаровским «Амуром». В составе дальневосточного клуба в сезоне 2011/12 Степанов провёл 57 матчей, записав на свой счёт 20 (6+14) результативных баллов.

### Международная
В составе сборной Белоруссии Андрей Степанов принимал участие в чемпионатах мира 2011 и 2012 годов, на которых белорусы оба раза заняли 14-е место. И если на первом турнире Андрей стал одним из лучших бомбардиров команды, набрав 5 (2+3) очков в 6 проведённых матчах, то в следующем году в 5 встречах он записал на свой счёт лишь 1 (0+1) результативный балл. И домашнем чемпионате мира 2014, где набрал 5 (3+2) бомбардирских балла в 8 матчах. Также в его послужном списке — выступление за сборную в рамках квалификации на Олимпиаду в Сочи-2014.

## Достижения
- Чемпион Белоруссии (4): 2009, 2010, 2011, 2020.
- Серебряный призёр чемпионата Белоруссии 2008.
- Лучший снайпер и бомбардир чемпионата Белоруссии 2011.
- Обладатель Континентального кубка 2011.

## Статистика
| Легенда | Легенда                    | Легенда | Легенда                   | Легенда | Легенда    |
| ------- | -------------------------- | ------- | ------------------------- | ------- | ---------- |
| И       | Количество проведённых игр | Штр     | Штрафное время            | +/−     | Плюс-минус |
| Г       | Голы                       | П       | Голевые передачи          | О       | Очки       |
| -       | Статистика неизвестна      | —       | Статистика не учитывалась |         |            |

### Клубная карьера
- a В этом сезоне в «Плей-офф» учитывается статистика игрока в Кубке Надежды.

### Международная
| Турнир  | Место | Игр | Г | П | Очк | +/- | Штр |
| ------- | ----- | --- | - | - | --- | --- | --- |
| ЧМ-2011 | 14    | 6   | 2 | 3 | 5   | --  | 0   |
| ЧМ-2012 | 14    | 5   | 0 | 1 | 1   | -1  | 0   |
| ЧМ-2014 | 7     | 8   | 3 | 2 | 5   | --  | 0   |